# Keňa na Letních olympijských hrách 2012
Keňu na Letních olympijských hrách 2012 v Londýně reprezentovalo 47 sportovců ve 4 sportech.

## Medailové pozice
| Medaile | Jméno                   | Sport    | Disciplína               |
| ------- | ----------------------- | -------- | ------------------------ |
| Zlato   | Ezekiel Kemboi          | Atletika | Muži 3000 m steeplechase |
| Zlato   | David Lekuta Rudisha    | Atletika | Muži 800 m               |
| Stříbro | Sally Kipyegová         | Atletika | Ženy 10,000 m            |
| Stříbro | Priscah Jeptoová        | Atletika | Ženy maraton             |
| Stříbro | Vivian Cheruiyotová     | Atletika | Ženy 5000 m              |
| Stříbro | Abel Kirui              | Atletika | Muži maraton             |
| Bronz   | Vivian Cheruiyotová     | Atletika | Ženy 10 000 m            |
| Bronz   | Abel Kiprop Mutai       | Atletika | Muži 3000 m steeplechase |
| Bronz   | Timothy Kitum           | Atletika | Muži 800 m               |
| Bronz   | Thomas Pkemei Longosiwa | Atletika | Muži 5000 m              |
| Bronz   | Wilson Kipsang          | Atletika | Muži maraton             |